# Norah Jones
Norah Jones (født Geethali Norah Jones Shankar; 30. marts 1979) er en amerikansk sanger, sangskriver og pianist. Hun har vundet adskillige musikpriser, og har solgt over 50 millioner albums på verdensplan. Billboard kårede hende som den bedste jazzkunstner i 2000'erne. Hun har vundet ni Grammy Awards og blev rangeret som nummer 60 på Billboards liste over Top 100 Artist of the Decade i 2000'erne.
I år 2002 påbegyndte Jones sin solokarriere med udgivelsen af Come Away with Me, der var en blanding af jazz, med country, blues, folkemusik og pop. Albummet blev certificeret diamant med over 27 millioner solgte eksemplarer. Albummet gav Jones Grammy Awards, inklusive Album of the Year, Record of the Year og Best New Artist. Hendes efterfølgende studiealbums — Feels Like Home (2004), Not Too Late (2007) og The Fall (2009) har alle solgt platin med over 1 million solgte eksemplarer. De er generelt også blevet godt modtaget af anmelderne. Jones' femte studiealbum, Little Broken Hearts, blev udgivet den 27. april 2012, og hendes sjette album, Day Breaks, udkom den 7. oktober 2016. Hendes syvende studiealbum, Pick Me Up Off the Floor, blev udgivet den 12. juni 2020.
I 2021 udkommer der et live-album fra hende med navnet 'Til We Meet Again.
I alt er Norah Jones blevet Grammy-nomineret 17 gange og vundet de 8.
Jones havde sin debut som filmskuespiller My Blueberry Nights'', der udkom i 2007 med Wong Kar-Wai som instruktør.
Jones er datter af den indiske sitarmester og komponist Ravi Shankar og koncertproducer Sue Jones. Hun er halvsøster til musikerne Anoushka Shankar og Shubhendra Shankar.

## Diskografi
Studiealbum
- Come Away with Me (2002)
- Feels Like Home (2004)
- Not Too Late (2007)
- The Fall (2009)
- Little Broken Hearts (2012)
- Day Breaks (2016)
- Pick Me Up Off the Floor (2020)

Samarbejdsalbum
- New York City (med The Peter Malick Group) (2003)
- The Little Willies (som The Little Willies) (2006)
- El Madmo (som El Madmo) (2008)
- Here We Go Again: Celebrating the Genius of Ray Charles (med Willie Nelson and Wynton Marsalis) (2011)
- Rome (med Danger Mouse, Daniele Luppi og Jack White) (2011)
- For the Good Times (The Little Willies) (2012)
- Foreverly (med Billie Joe Armstrong) (2013)
- No Fools, No Fun (som Puss n Boots) (2014)
- Dear Santa (EP) (som Puss n Boots) (2019)
- Sister (som Puss n Boots) (2020)

## Filmografi
| År         | Titel                           | Rolle                     | Note                                                                                                |
| ---------- | ------------------------------- | ------------------------- | --------------------------------------------------------------------------------------------------- |
| 2002, 2004 | Saturday Night Live             | Sig selv / musikalsk gæst | "Robert De Niro/Norah Jones" (Sæson 28, Episode 7) "Colin Firth/Norah Jones" (Sæson 29, Episode 14) |
| 2002       | Two Weeks Notice                | Sig selv                  | Cameo                                                                                               |
| 2003       | Dolly Parton: Platinum Blonde   | Sig selv                  | Cameo / TV documentary                                                                              |
| 2003       | 100% NYC: Tribeca Film Festival | Sig selv                  | Cameo / TV documentary                                                                              |
| 2004       | Sesame Street                   | Sig selv                  | "Snuffy's Invisible, Part 1" (Sæson 35, Episode 13)                                                 |
| 2007       | My Blueberry Nights             | Elizabeth (Lizzie/Beth)   | Filmdebut Nomineret til Cannes Film Festival for Palme d'Or                                         |
| 2007       | Elvis: Viva Las Vegas           | Sig selv                  | Cameo / tv-dokumentar                                                                               |
| 2008       | Life. Support. Music.           | Sig selv                  | Cameo                                                                                               |
| 2009       | Wah Do Dem                      | Willow                    | |
| 2009       | 30 Rock                         | Sig selv                  | "Kidney Now!" (Sæson 3, Episode 22)                                                                 |
| 2009       | Tony Bennett: Duets II          | Sig selv                  | Cameo / tv-film                                                                                     |
| 2012       | Ted                             | Sig selv                  | |
| 2012       | VH1 Storytellers                | Sig selv / optræden       | |
| 2014       | They Came Together              | Sig selv                  | |
| 2018       | Echo in the Canyon              | Sig selv                  | Cameo / dokumentar                                                                                  |